# 特拉福德 (阿拉巴马州)
特拉福德（英語：Trafford）是美国阿拉巴马州下属的一座城市。面积约为2.44平方英里（约合6.32平方公里）。根据2010年美国人口普查，该市有人口646人，人口密度为264.86/平方英里（约合102.22/平方公里）。